# Lejonet (stjärnbild)
För andra betydelser, se Lejon (olika betydelser).

Lejonet (Leo på latin och Leonis i genitiv) är en stjärnbild på ekliptikan,  så att den ofta passeras av planeter. Den är en av de 88 moderna stjärnbilderna som erkänns av den Internationella Astronomiska Unionen.

## Historik

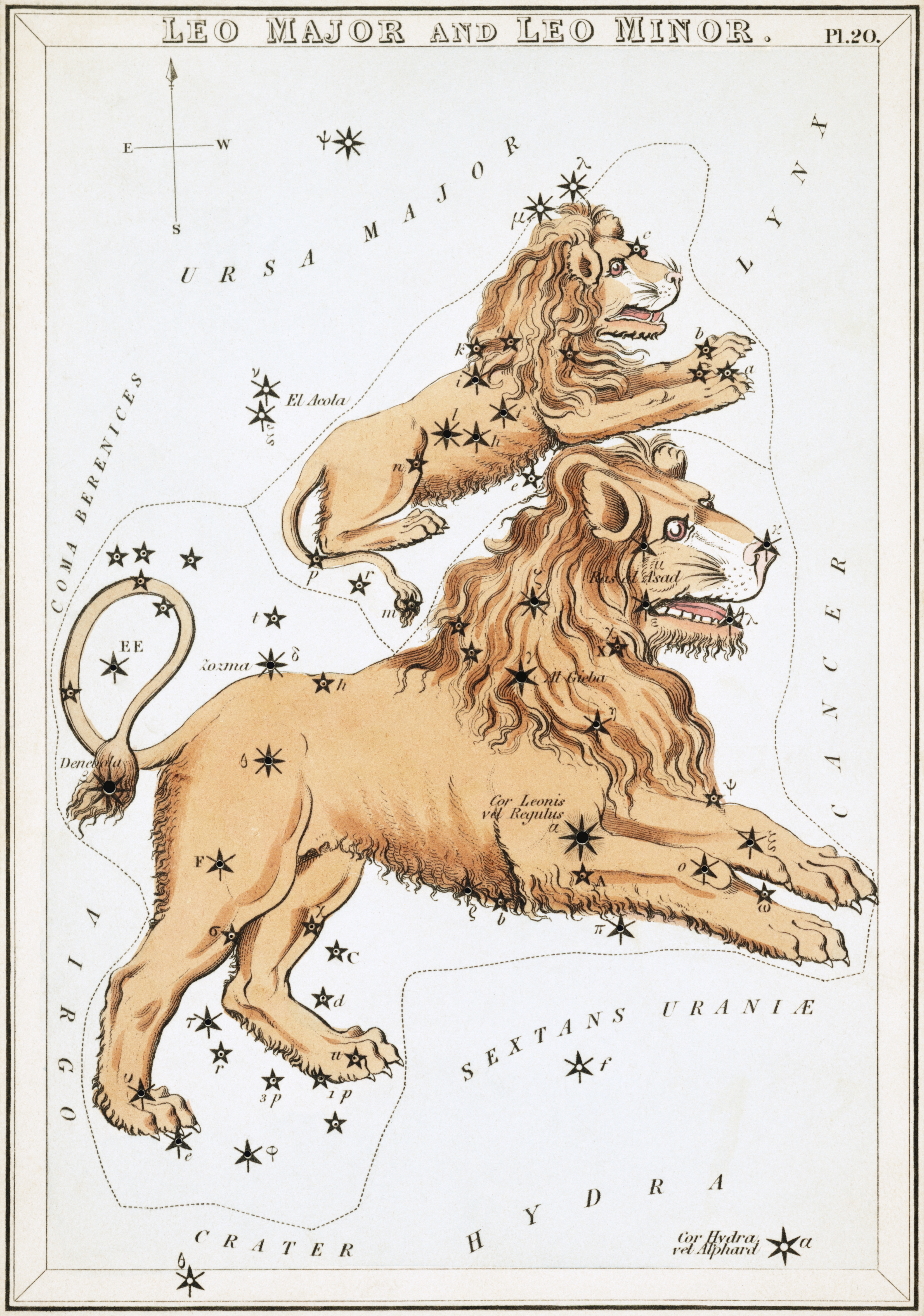
Lejonet, tillsammans med Lilla lejonet i denna stjärnkarta från Urania's Mirror (1825).

Lejonet var en av de 48 stjärnbilderna när dessa listades av astronomen Klaudios Ptolemaios på 100-talet e. Kr. i hans samlingsverk Almagest. 
Lejonet var en av de tidigaste stjärnbilderna att få den ungefärliga form den har idag. Det finns arkeologiska bevis för att mesopotamerna  hade en snarlik stjärnbild redan 4000 f. Kr. Perserna kallades stjärnbilden Ser eller Shir och indierna Simha, allt i betydelsen "lejon". Det finns också teorier om att Lejonet hos sumererna representerade monstret Khumbaba, som Gilgamesh nedkämpade.

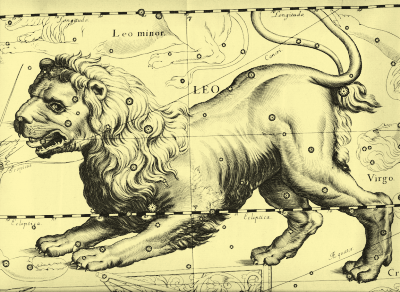
Hevelius teckning av Lejonet, 1690.

Berenikes hår var ursprungligen tofsen på lejonets svans innan Ptolemaios III Euergetes bröt ut den och skapade den nya stjärnbilden.

## Mytologi
I den grekiska mytologin förknippades stjärnbilden med det nemeiska lejonet som dödades av Herakles under en av hans tolv stordåd, och därefter placerades i himlen.

## Stjärnor

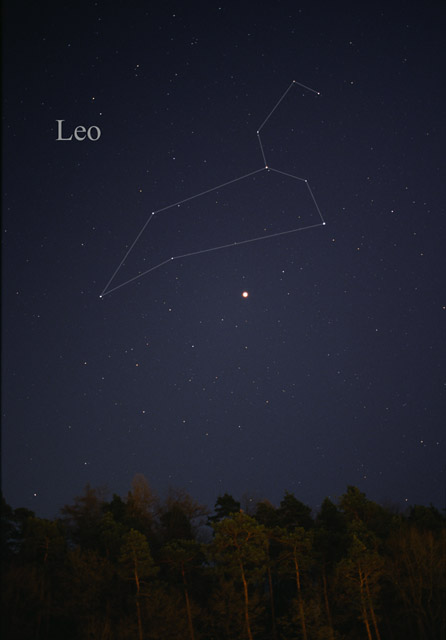
Stjärnbilden Lejonet (Leo) som den kan ses med blotta ögat. Det ljusa objektet mitt i bilden är planeten Jupiter.

Lejonet (Leo).

Stjärnbilden innehåller många ljusstarka stjärnor, bland annat
- α - Regulus (Alfa Leonis), lejonets hjärta.
- β - Denebola (Beta Leonis)
- γ - Algieba (Gamma Leonis)
- η - Eta Leonis

Dessutom har också ljussvagare stjärnor namngetts: 
- δ - Delta Leonis (Zosma)
- θ - Theta Leonis (Chort)
- κ - Kappa Leonis (Al Minliar al Asad)
- λ - Lambda Leonis (Alterf)
- ο - Omikron Leonis (Subra)
- ζ - Zeta Leonis (Adhafera)
- μ - My Leonis (Ras Elased Borealis)
- ε - Epsilon Leonis (Ras Elased Australis)

Regulus, Eta Leonis och Gamma Leonis bildar tillsammans med de ljussvagare Zeta Leonis, My Leonis och Epsilon Leonis en asterism som kallas 'Skäran'. Dessa stjärnor motsvarar lejonets huvud och man.
- Wolf 359 är en av de närmsta stjärnorna (7.7 ljusår).
- Gliese 436 är en ljussvag stjärna på 33 ljusårs avstånd, runt vilken kretsar en av de minsta exoplaneter som hittills upptäckts.

## Djuprymdsobjekt
I stjärnbilden ligger ett antal intressanta objekt, bland annat fem Messierobjekt.

### Galaxer
- Messier 65 (NGC 3623) och Messier 66 (NGC 3627) är spiralgalaxer som tillsammans med grannen NGC 3628 utgör den lilla galaxgruppen Leotripletten, eller ”Trion i Lejonet”.
- Messier 95 (NGC 3351) är en stavgalax med magnituden 9,7. Den ligger tillsammans med M96 och M105 i galaxhopen M96-hopen.
- Messier 96 (NGC 3368) är en spiralgalax med magnituden 9,2.
- Messier 105 (NGC 3379) är en elliptisk galax. M105 är känd för att ha ett supermassivt svart hål i centrum.
- NGC 3521 är en spiralgalax på ett avstånd av 26 miljon ljusår.
- NGC 3626 (Caldwell 40) är en spiralgalax.

## Landskapsstjärnbild
Lejonet är Hälsinglands landskapsstjärnbild.